# Lipothrix
Genre
Lipothrix est un genre de collemboles de la famille des Sminthuridae.

## Liste des espèces
Selon Checklist of the Collembola of the World (version du 18 août 2019) :
- Lipothrix bernardi Delamare Deboutteville, 1954
- Lipothrix italica Cassagnau, 1968
- Lipothrix japonica Itoh, 1994
- Lipothrix lubbocki (Tullberg, 1872)

## Publication originale
- Börner, 1906 : Das System der Collembolen nebst Beschreibung neuer Collembolen des Hamburger Naturhistorischen Museums. Mitteilungen aus dem Naturhistorischen Museum in Hamburg, vol. 23, p. 147-188 (texte intégral).